# Albert Weber (Fußballspieler, 1888)
Albert Weber (* 21. November 1888 in Berlin; † 17. September 1940) war ein deutscher Fußballtorwart.

## Karriere

### Verein
Weber spielte von 1907 bis 1930 für Vorwärts 90 Berlin. Nachdem er sich mit der Mannschaft in der Gruppe B der Verbandsliga durchgesetzt hatte, gewann er 1921 gegen den Sieger der Gruppe A, dem BFC Preussen, das Finale um die Berliner Meisterschaft nach Hin- und Rückspiel mit 4:1. Dadurch qualifizierte er sich mit seiner Mannschaft für die Endrunde um die deutsche Fußballmeisterschaft 1920/21 und kam in allen drei Spielen, einschließlich des am 12. Juni 1921 in Düsseldorf mit 0:5 gegen den 1. FC Nürnberg verlorenen Endspiels zum Einsatz.

### Stationen
- 1907 bis 1930: Vorwärts 90 Berlin

### Nationalmannschaft
Sein Debüt in der A-Nationalmannschaft gab er am 5. Mai 1912 in St. Gallen beim 2:1-Sieg über die Auswahl der Schweiz. Sein zweites Länderspiel bestritt er im Rahmen des olympischen Fußballturniers 1912 in Stockholm. Im ersten Spiel gegen die Auswahl Österreichs, erlebte er den schwärzesten Moment seiner Sportlerlaufbahn: Nach einem Zusammenstoß mit Pfosten und Gegenspieler musste er innerhalb kürzester Zeit zwei Gegentore hinnehmen, und etwas später, nach einem Hitzschlag, wurde er bewusstlos vom Spielfeld getragen. Da das Auswechseln von Spielern bei offiziellen Spielen erst 1970 eingeführt wurde, musste mit Willi Worpitzky ein Feldspieler ins Tor und die deutsche Mannschaft das Spiel mit 10 Spielern beenden. Am Ende wurde aus der deutschen 1:0-Führung eine 1:5-Niederlage. Beim bis heute höchsten Sieg einer deutschen A-Nationalmannschaft, dem 16:0-Sieg über die Auswahl Russlands in der Trostrunde, an der alle sieben im Achtel- und Viertelfinale des Hauptturniers ausgeschiedenen Mannschaften teilnahmen, stand am 1. Juli 1912 Adolf Werner vom SC Victoria Hamburg im Tor. Weber kam erst am 6. Oktober desselben Jahres zu seinem nächsten und zugleich letzten Länderspiel, das in Kopenhagen mit 1:3 gegen die Auswahl Dänemarks verloren wurde.

## Erfolge
- Berliner Meister 1921
- Zweiter der deutschen Meisterschaft 1921
- Teilnehmer an den Olympischen Spielen 1912